# Administrasjonsrådet

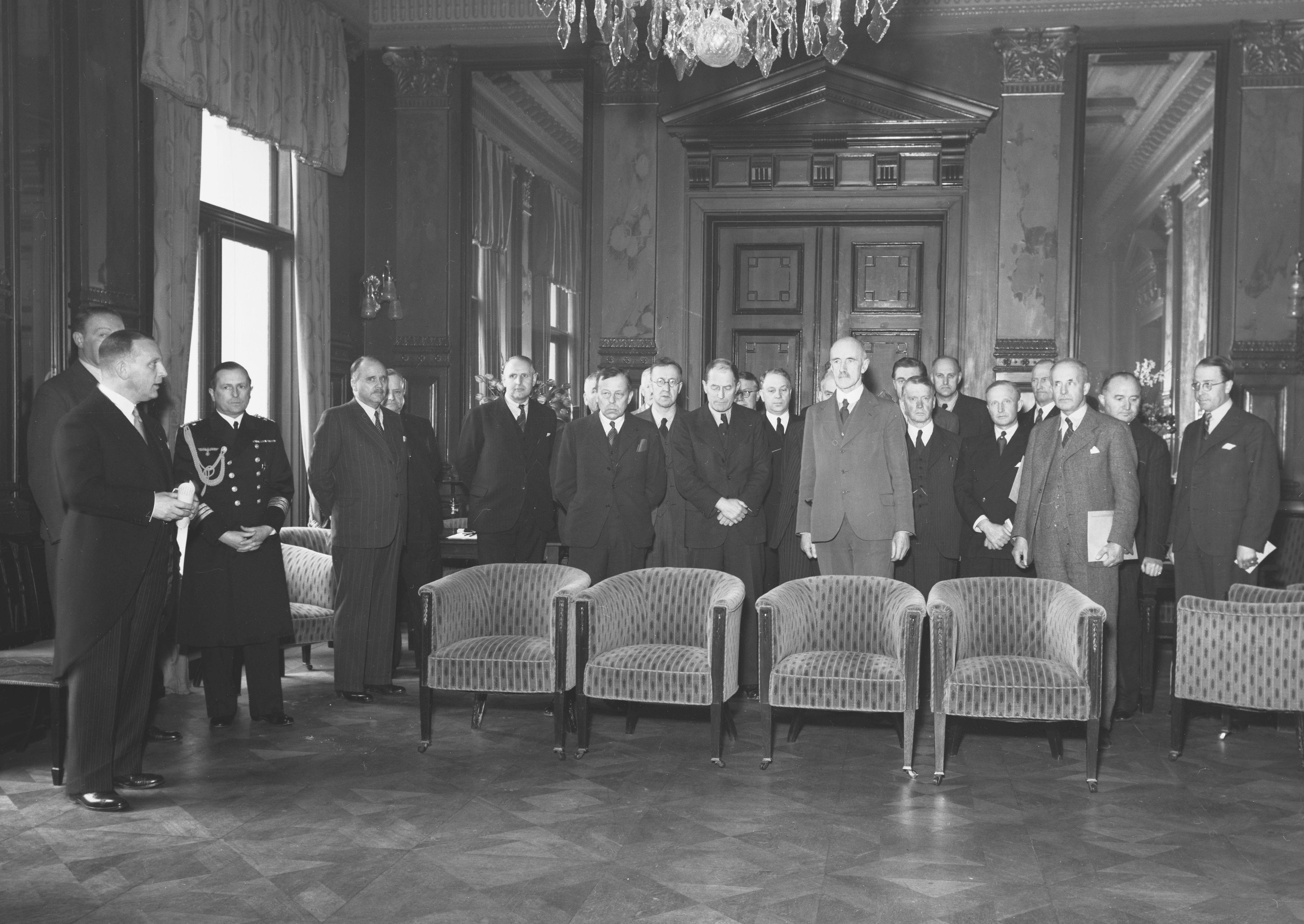
Administrasjonsrådet in Oslo, 15. April 1940

Der Administrasjonsråd (mit nachgestelltem bestimmtem Artikel: Administrasjonsrådet; deutsche Bezeichnung: Verwaltungsausschuss für die besetzten norwegischen Gebiete) war im Jahr 1940 ein Verwaltungsorgan nach der Besetzung Norwegens durch Deutschland, also keine Regierung im eigentlichen Sinne.

## Geschichte
Der Ausschuss wurde zum 15. April 1940 von Norwegens Oberstem Gerichtshof berufen. König Håkon VII. und die Regierung waren noch am Tag des deutschen Überfalls, dem 9. April 1940, aus der Hauptstadt Oslo geflohen. Daraufhin hatte Vidkun Quisling zwar eine neue Regierung ausgerufen, die aber nicht einmal bei den Besatzern Unterstützung fand. So entstand der Bedarf nach einem Gremium, welches notwendige exekutive Funktionen anstelle der geflohenen legalen Regierung übernehmen konnte. Der deutsche Botschafter Curt Bräuer wirkte am Zustandekommen des Verwaltungsausschusses mit, wohl weil er diesem Gremium mehr Erfolgschancen gab als dem „Putschisten“ Quisling. Die Mitglieder des Administrasjonsråd standen unter dem Vorsitz von Ingolf Elster Christensen, Regierungspräsident in Oslo und Akershus.
Schon am 17. April erklärte der norwegische König in einer Ansprache, dass der Administrasjonsråd keinerlei rechtliche Grundlage habe. Am 24. April ernannte Hitler per Führererlass Josef Terboven zum Reichskommissar für das besetzte Norwegen. Curt Bräuer wurde entlassen. Am 7. Juni verließen der König und die Regierung das Land und flohen nach Großbritannien. Am 10. Juni kapitulierten die norwegischen Streitkräfte, die im Land verblieben waren. Danach führte Terboven mit Mitgliedern des Präsidiums des Stortings Verhandlungen über die Bildung einer Regierung. Der Forderung Terbovens, den König für abgesetzt zu erklären, kam eine Versammlung von 130 der 150 gewählten Abgeordneten des Storting am 9. September zwar nicht nach, aber es fand sich eine Mehrheit, die den König für die Dauer des Krieges suspendieren wollte. Trotzdem kam es nicht zu einer Übereinkunft, da Terboven weiter forderte, die Nasjonal Samling solle die Mehrheit der zukünftigen Regierung stellen. 
Am 25. September ernannte Terboven selbst „kommissariske statsråder“ (Kommissarische Minister). Von den dreizehn Ernannten gehörten die meisten der Nasjonal Samling an.  Dies war das Ende des Administrasjonsråds und das politische Aus für dessen Vorsitzenden Ingolf Elster Christensen. Im Jahre 1941 wurde dieser auch als Regierungspräsident von dem NS-Mann Edward Stenersen abgelöst.

## Mitglieder des Administrasjonsråds
- Ingolf Elster Christensen, Regierungspräsident in Oslo und Akershus, Vorsitzender; zuständig für Außen- und Verteidigungsangelegenheiten. Ab 4. Juni 1940 auch für Arbeit.
- Andreas Diesen, Leiter des Gesundheitsamtes in Oslo; zuständig für Arbeit und Soziales.
- Gunnar Jahn, Direktor des Amtes für Statistik; zuständig für Finanzen und den Zoll. Ab 4. Juni 1940 auch für Soziales.
- Didrik Arup Seip, Universitätsrektor in Oslo; zuständig für Bildung und Kirche.
- Ole F. Harbek, Bezirksrichter in Nedre Romerike; zuständig für Justiz und Polizei.
- Jens Bache-Wiig, Direktor für staatliche Industrieversorgung; zuständig für Handel und Versorgung
- Rasmus Mork, Dozent an der Hochschule für Landwirtschaft; zuständig für Landwirtschaft.